# Complex
Complex è una piattaforma multimediale statunitense che si occupa di cultura giovanile, fondata a New York nel 2002 come periodico bimestrale dal designer di moda Marc Ecko. Rivolti a un pubblico maschile, i contenuti riguardano tendenze di stile, cultura pop, musica, sport, sul modello delle riviste di moda giapponesi, con particolare attenzione a hip hop, streetwear, sneaker e graphic design.
Nel 2007 è stata lanciata Complex Media Network, una rete di siti web partner di Complex, per massimizzare i ricavi del contenuto digitale. Nel giro di pochi anni il network è arrivato a includere oltre 100 siti, acquistati o lanciati direttamente dall'azienda. La rivista cartacea ha smesso di essere pubblicata con il numero di dicembre 2016 / gennaio 2017.
Nel 2012 è stata fondata Complex TV, emittente televisiva di contenuti video originali, tra cui il notiziario Complex News. Dal 2016 si tiene ComplexCon, un festival annuale comprendente concerti musicali, mostre tematiche e gruppi di discussione, che negli anni ha attirato artisti, designer, stilisti e musicisti di spessore. Nel 2019 è stato aperto il negozio online Complex Shop e sono stati lanciati podcast originali su sport, sneaker e musica. Durante la pandemia di COVID-19 del 2020 è stato inaugurato ComplexLand, un festival virtuale interattivo durante il quale gli utenti possono visitare negozi virtuali e ordinare prodotti online, oltre che assistere a concerti e interviste tramite il sito web.
Nel 2016 Complex Media è stata acquistata da Verizon Hearst Media Partners, joint venture tra Verizon e Hearst, diventando parte di Complex Networks, azienda di media digitali. Nel 2021 l'azienda è stata acquistata da BuzzFeed per circa 300 milioni di dollari.